# セントラル駅 (ブリスベン)
セントラル駅（Central railway station）はオーストラリアのクイーンズランド州、州都ブリスベンの中央駅。シティートレインネットワークの中心である。

## 概要
セントラルはブリスベンCBDの北端に位置しアンザックスクエアの真向かいである。プラットフォームは地下にあり、3面6線の通過式である。トランスリンクシステムのゾーン1に位置する。プラットフォーム直上の駅ビルには、ホテルや商業施設、クイーンズランド鉄道（QR）のトラベルセンター、コインロッカーがある。
セントラル駅は1889年に開業した。トタン屋根の木造駅舎のある簡素な駅だった。1901年に時計塔の付いたサンドストーン造の駅舎に建て替えられた。プラットフォームにはトレインシェッドが設置されていたが、1966年に解体され橋上駅舎や商業施設が建設された。1980年代には高層のホテル棟が加わった。

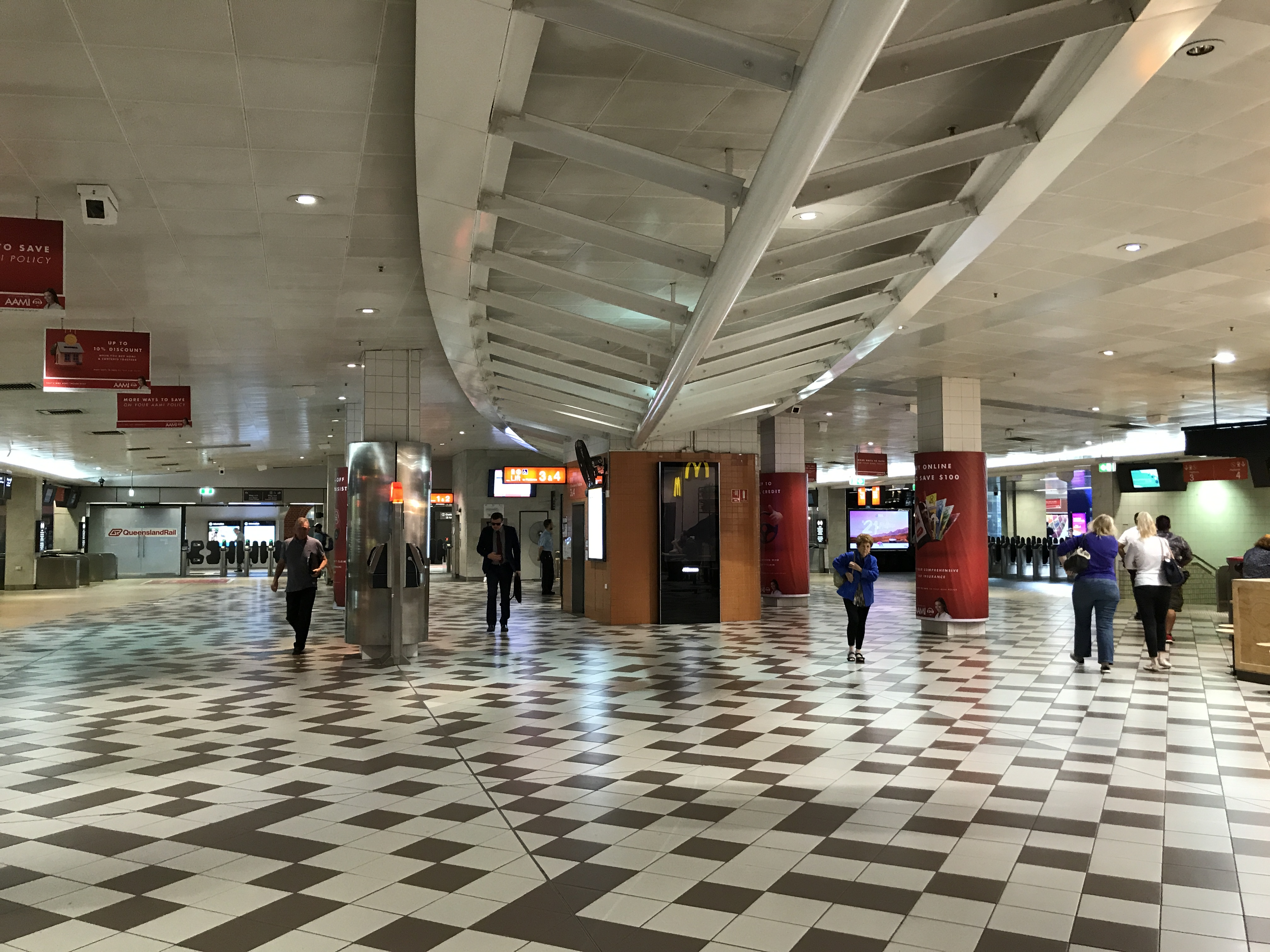
コンコース
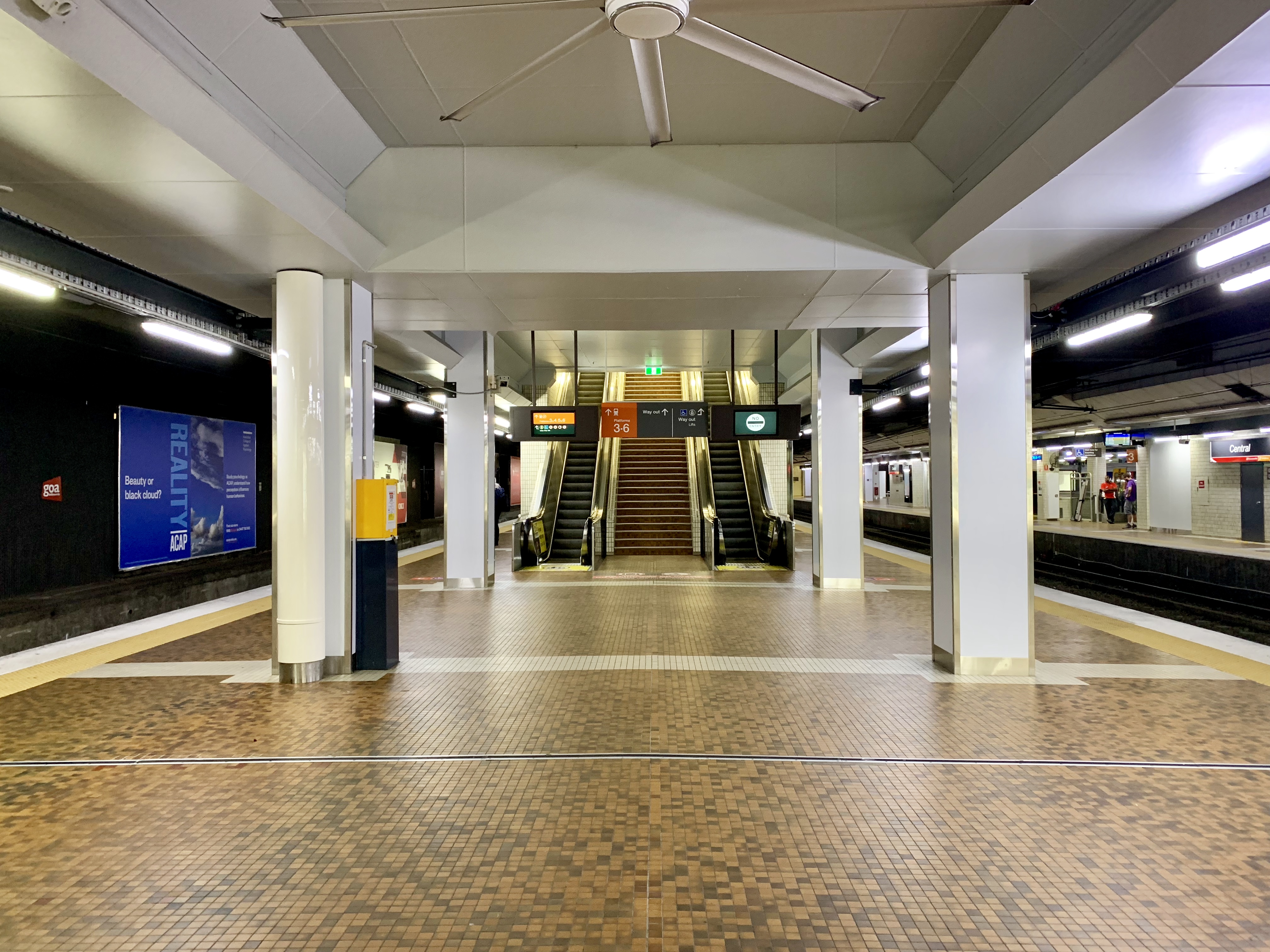
プラットフォーム
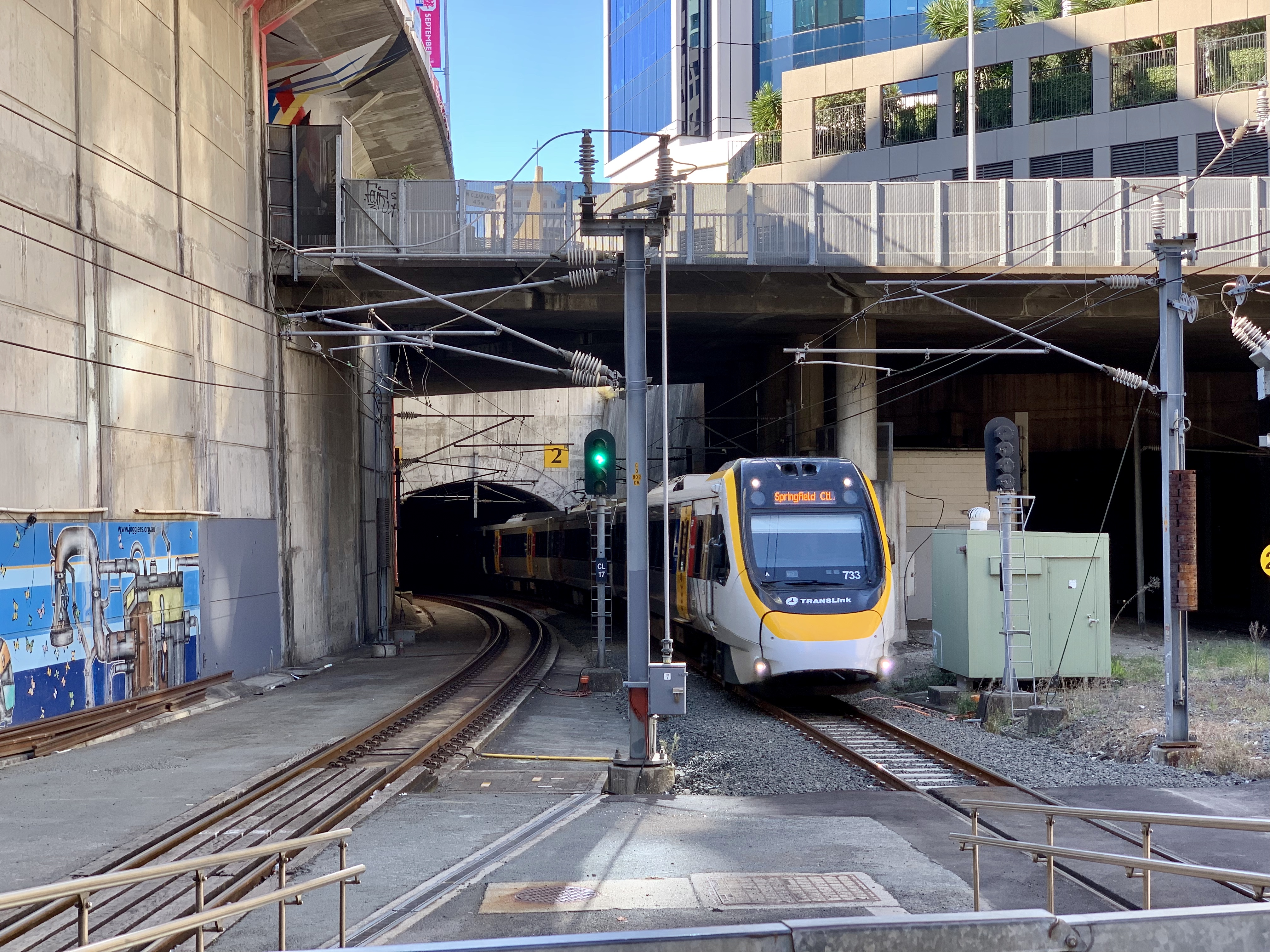
駅に入線する電車
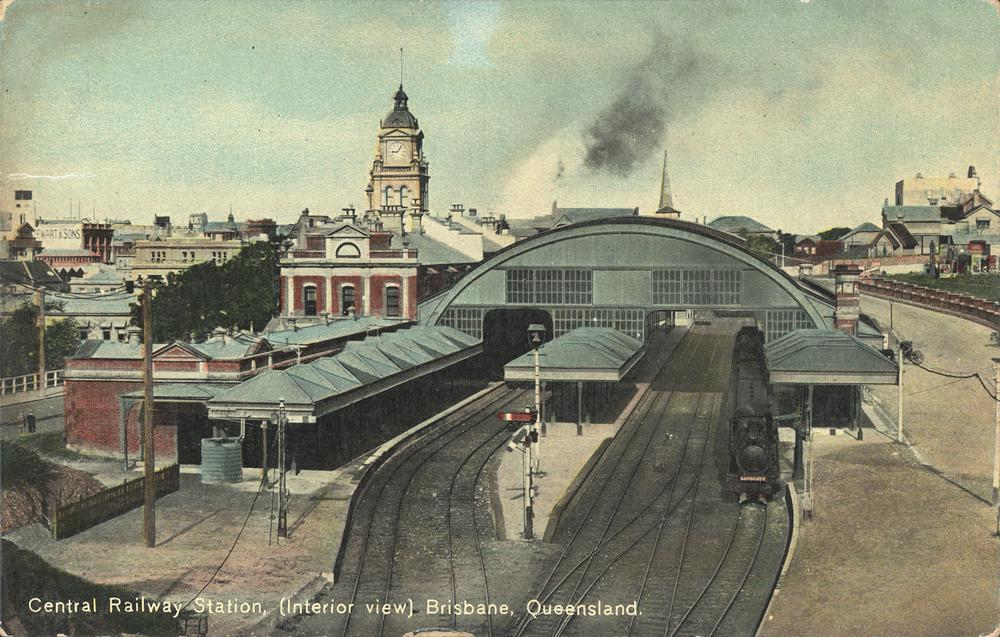
1911年頃